# Kreisausschuss
Der Kreisausschuss ist in einigen deutschen Bundesländern entsprechend der Gemeindeordnung bzw. Landkreisordnung ein Kollegialorgan der kommunalen Selbstverwaltung eines Landkreises mit eigener gesetzlich festgeschriebener Zuständigkeit. Die Zusammensetzung, die Aufgaben und die Wahl unterscheidet sich in den deutschen Bundesländern deutlich. Teilweise wird der Kreisausschuss vom Kreistag aus seiner Mitte gewählt bzw. berufen.

## Zusammensetzung
Als leitendes Organ der Kreisverwaltung besteht der Kreisausschuss aus dem hauptamtlichen Landrat als Vorsitzendem und ehrenamtlichen Kreisbeigeordneten. Die Hauptsatzung kann bestimmen, dass die Stelle des Ersten Kreisbeigeordneten als dem allgemeinen Vertreter des Landrats hauptamtlich besetzt wird, in größeren Landkreisen kann auch ein zweiter Kreisbeigeordneter hauptamtlich tätig sein. Die ehrenamtlichen Mitglieder sollen die Mehrheit im Kreisausschuss bilden.

## Aufgaben
In manchen Bundesländern ist der Kreisausschuss die Verwaltungsbehörde des Landkreises. Er besorgt nach den Beschlüssen des Kreistags die laufende Verwaltung des Landkreises. Er hat insbesondere
- die Gesetze und Verordnungen sowie die Weisungen der Aufsichtsbehörde auszuführen,
- die Beschlüsse des Kreistags vorzubereiten und auszuführen,
- die ihm vom Kreistag allgemein oder im Einzelfall zugewiesenen Kreisangelegenheiten zu erledigen,
- die öffentlichen Einrichtungen und wirtschaftlichen Betriebe des Landkreises und das sonstige Kreisvermögen zu verwalten,
- die Kreisabgaben auf die Verpflichteten zu verteilen und ihre Beitreibung zu bewirken sowie die Einkünfte des Landkreises einzuziehen,
- den Haushaltsplan und das Investitionsprogramm aufzustellen, das Kassen- und Rechnungswesen zu überwachen,
- den Landkreis zu vertreten, den Schriftwechsel zu führen und die Kreisurkunden zu vollziehen.[2]

Im Übrigen leitet der Kreisausschuss seine Aufgaben u. U. vom Kreistag ab. Wie bei allen anderen Ausschüssen auch können diese Aufgaben vorberatende oder beschließende Funktion haben. Welche Aufgaben vom Kreistag auf den Kreisausschuss übertragen werden, wird häufig in der Hauptsatzung des Landkreises geregelt.

## Entwicklung in einzelnen Bundesländern

### Schleswig-Holstein
Der Kreisausschuss wurde durch die Kreisordnung vom 26. Mai 1888 als Organ des Kreises eingeführt. Er bestand aus dem Landrat und sechs weiteren vom Kreistag zu wählenden Mitgliedern. Seine Aufgabe bestand in der Verwaltung der Kreisangelegenheiten sowie der dem Kreis übertragenen Landesangelegenheiten. Er war bis zur Schaffung entsprechender Gerichte auch als Verwaltungsgericht tätig. Nach der Machtübernahme der Nationalsozialisten gingen am 14. Juli 1933 alle Befugnisse des Kreistages auf den Kreisausschuss über. In den 1930er Jahren wurden allerdings immer mehr Kompetenzen auf den Landrat übertragen.
Nach dem Zweiten Weltkrieg wurde der Stand von vor 1933 wiederhergestellt (jedoch ohne die verwaltungsgerichtliche Zuständigkeit). Seit der Kreisordnung vom 27. Februar 1950 bestand der Kreisausschuss aus dem Landrat und acht ehrenamtlichen Mitgliedern, die der Kreistag wählte. Mit der Kreisordnung vom 30. Mai 1997 wurden die Kreisausschüsse abgeschafft und ihre Kompetenzen auf Kreistag und Landrat verteilt.

### Hessen
In Hessen existiert immer noch das auf die preußische Städteordnung zurückgehende System der „unechten“ Magistratsverfassung, die allerdings im Laufe der Zeit erhebliche Modifikationen erfahren hat und auch auf die Landkreise ausgedehnt wurde. Insbesondere wird der Landrat seit 1993 nach einer Änderung der Hessischen Verfassung und einer entsprechenden Anpassung von Kommunalverfassung und Kommunalwahlrecht nicht mehr vom Kreistag gewählt, sondern einer der Kandidaten muss in Direktwahl die absolute Mehrheit der Wählerstimmen erreichen, andernfalls gibt es eine Stichwahl.
Die ehrenamtlichen Kreisbeigeordneten werden vom Kreistag in oder bald nach der konstituierenden Sitzung für die fünfjährige Wahlperiode bis zur nächsten Kommunalwahl in den Kreisausschuss gewählt. Für die Dauer ihrer Wahlzeit werden sie zu Ehrenbeamten ernannt und können, im Gegensatz zu hauptamtlichen Kreisausschussmitgliedern, nicht abgewählt werden. Die Stärke der im Kreistag vertretenen Fraktionen spiegelt sich grundsätzlich in der Zusammensetzung des ehrenamtlichen Kreisausschusses wider. Die hauptamtlichen Kreisbeigeordneten werden vom Kreistag auf die Dauer von sechs Jahren als Wahlbeamte gewählt, sofern im Haushaltsplan die entsprechende Planstelle tatsächlich vorhanden ist. Der Landrat legt in seinem Geschäftsverteilungsplan fest, welche Ämter und Fachbereiche der Kreisverwaltung er in die Verantwortung der hauptamtlichen Kreisbeigeordneten als Dezernenten abgibt. In erster Linie kommt die Position des Ersten Kreisbeigeordneten als Stellvertreter des Landrats für die hauptamtliche Besetzung in Frage.

### Bayern
Der Kreisausschuss ist einer von drei Ausschüssen, die es in jedem Landkreis geben muss. Die weiteren sind der Rechnungsprüfungsausschuss und der Jugendhilfeausschuss. Während der Kreistag je nach Einwohnerzahl aus 50 bis 70 Kreisräten besteht, sitzen im Kreisschuss zehn bis vierzehn Kreisräte, wobei seine Zusammensetzung das Stärkeverhältnis der Parteien im Kreistag widerspiegelt. Dem Kreisausschuss überträgt der Kreistag dann Angelegenheiten, die dieser selbstständig beschließen darf oder vorberaten soll. Der Kreisausschuss stimmt in der Praxis meistens über Investitionen ab, also in welche konkreten Projekte das zur Verfügung stehende Geld fließen soll.